# Alchemilla hypercycla
Alchemilla hypercycla é uma espécie de rosácea do gênero Alchemilla, pertencente à família Rosaceae.